# Максименко, Филипп Емельянович
 Фили́пп Емелья́нович Максиме́нко  (1852—1935) — первый директор Московского инженерного училища ведомства путей сообщения в 1896—1905 гг.; заслуженный профессор.

## Биография
Родился в 1852 году.
Учился в 7-й Санкт-Петербургской гимназии. В 1874 году окончил Институт инженеров путей сообщения императора Александра I. В 1876 году был назначен репетитором института, с 1884 года — экстраординарный профессор по кафедре строительной механики. В следующем году был избран и утверждён конференц-секретарём, с оставлением в занимаемой должности. Оставаясь профессором, в 1886 году он был назначен членом Учебного комитета Министерства путей сообщения. С 1889 года — ординарный профессор. Кроме этого, с 1890 года состоял в должности секретаря совета, а с 1893 года был инспектором института, с оставлением в должности ординарного профессора.
В 1896 году был произведён 14 мая в действительные статские советники и назначен директором Московского высшего инженерного училища; был руководителем кафедры гидравлики и гидравлической лаборатории училища, которая ныне носит его имя. Был произведён в тайные советники и получил звание заслуженного профессора.
В 1925—1929 гг. был директором научно-исследовательского института при МИИТе.
Был награждён орденом Св. Анны 2-й степени.
Скончался в 1935 году.

## Награды
- Орден Святой Анны 2-й степени (1892)
- Орден Святого Владимира 3-й степени (1898)
- Орден Святого Станислава 1-й степени (1903)